# Montana Sextet
Montana Sextet war ein Musikprojekt des amerikanischen Produzenten, Arrangeurs, Komponisten und Vibraphonisten Vincent Montana, Jr. (* 12. Februar 1928 in Philadelphia, Pennsylvania; † 13. April 2013 in Cherry Hill, New Jersey), das auch unter den Namen Montana und Montana Orchestra Tonträger veröffentlichte.

## Biografie
Stilistisch bediente sich Montana, Jr. für dieses Projekt, bei dem u. a. der Trompeter Joey Lattanz mitwirkte, in den Bereichen Jazz, Soul, Funk, Disco und letztlich sogar Euro Disco und Garage House. 1976 erschien das Lied # 1 Dee Jay, bei dem Montanas Tochter, die Disco-Sängerin Denise Montana, zu hören war. Die beiden Musiker arbeiteten später auch unter dem Namen Goody Goody zusammen.
Die Single Heavy Vibes schaffte 1983 den Einstieg in die englische Hitparade und erklomm Platz 59. Außerdem war das Lied, genau wie die Folgesingle Who Needs Enemies (With a Friend Like You), die durch Montanas Vibraphonspiel und die Stimme der Sängerin Nadiyah geprägt war, in Diskotheken erfolgreich.
Bereits auf dem 1983er Montana-Orchestra–Album Heavy Vibes befand sich eine Coverversion des 1979er Christopher-Cross-Hits Ride Like the Wind. Im Jahr 1991 veröffentlichte das Montana Sextet eine neue Discoversion dieses Liedes, die im Januar 1992 auf Platz 39 der Schweizer Hitparade stand und, wie schon Who Needs Enemies, von Nadiyah gesungen wurde.

## Diskografie

### Alben
| Jahr | Titel Musiklabel                            | Höchstplatzierung, Gesamtwochen, AuszeichnungChartsChartplatzierungen (Jahr, Titel, Musiklabel, Platzierungen, Wochen, Auszeichnungen, Anmerkungen) | Anmerkungen                                                                               |
| Jahr | Titel Musiklabel                            | US | Anmerkungen                                                                               |
| ---- | ------------------------------------------- | --- | ----------------------------------------------------------------------------------------- |
| 1981 | Merry Christmas / Happy New Year’s MJS 3302 | US195 (4 Wo.)US | Erstveröffentlichung: November 1981 als Montana Orchestra Produzent: Vincent Montana, Jr. |

Weitere Alben
- 1977: A Dance Fantasy Inspired by Close Encounters of the Third Kind (als Montana)
- 1978: I Love Music (als Montana)
- 1980: The Montana Christmas Medley (als Montana Orchestra)
- 1983: Heavy Vibes (als Montana Orchestra)
- 1986: Merry Christmas All (als Montana Orchestra)
- 1987: Sut/l Vibes (als Montana Sextet)
- 1992: Heavy Vibes (als Montana Sextet)
- 1993: Season’s Greetings (als Montana Orchestra)
- 2002: Heavy Vibes (als Montana)

### Singles
| Jahr | Titel Album                                                   | Höchstplatzierung, Gesamtwochen, AuszeichnungChartplatzierungen (Jahr, Titel, Album, Platzierungen, Wochen, Auszeichnungen, Anmerkungen) | Höchstplatzierung, Gesamtwochen, AuszeichnungChartplatzierungen (Jahr, Titel, Album, Platzierungen, Wochen, Auszeichnungen, Anmerkungen) | Höchstplatzierung, Gesamtwochen, AuszeichnungChartplatzierungen (Jahr, Titel, Album, Platzierungen, Wochen, Auszeichnungen, Anmerkungen) | Anmerkungen |
| Jahr | Titel Album                                                   | CH | UK | Dance | Anmerkungen |
| ---- | ------------------------------------------------------------- | --- | --- | --- | --- |
| 1978 | A Dance Fantasy A Dance Fantasy Inspired by …                 | — | — | Dance23 (7 Wo.)Dance | Erstveröffentlichung: Februar 1978 als Montana; Vocals: Sister Sledge inspiriert durch Unheimliche Begegnung der dritten Art Autoren: Vince Montana, John Williams, Leigh Harline, Ned Washington |
| 1982 | Heavy Vibes Heavy Vibes (1983)                                | — | UK59 (4 Wo.)UK | Dance22 (17 Wo.)Dance | Erstveröffentlichung: November 1982 als Montana Sextet; Instrumentaltrack Autor: Vince Montana |
| 1983 | Who Needs Enemies (With a Friend Like You) Heavy Vibes (1983) | — | — | Dance38 (7 Wo.)Dance | Erstveröffentlichung: Mai 1983 als Montana Sextet feat. Nadiyah Autoren: Vince Montana, Eileen Montana                                                                                            |
| 1992 | Ride Like the Wind (Westside Mix) Heavy Vibes (1992)          | CH39 (1 Wo.)CH | — | — | Erstveröffentlichung: Dezember 1991 als Montana Sextet feat. Nadiyah Autor und Original: Christopher Cross, 1979                                                                                  |

Weitere Singles
- 1976: That’s the Meaning / Boogie Motion / #1 Dee Jay (Beautiful Bend und Montana Sextet)
- 1978: I Love Music (als Montana)
- 1978: When You Wish Upon a Star (Montana feat. Sister Sledge)
- 1981: Philly Medley (als Montana Orchestra)
- 1982: Ride Like the Wind (als Montana Orchestra)
- 1987: South Soul Party Mix (als Montana Orchestra)
- 1988: Some Kind of Wonderful (als Montana Sextet)
- 1989: It Looks Like Love (Montana Orchestra feat. Goody Goody)
- 1989: 26 Days (In the Hole) (als Montana)
- 1993: Heavy Vibes / #1 Dee Jay (Montana Orchestra / Montana Sextet)
- 1999: I’m Still the Best (als Montana Orchestra)
- 2000: Philly Classics Lost Tracks (als Montana Orchestra)
- 2000: Ooh I Love That!! (Montana Sextet feat. C’Loni Brooks)
- 2003: Who Needs Enemies (Secret Service Mixes) (als Montana)